# Centro de Londres

Mapa del centro de Londres de OpenStreetMap.

El Centro de Londres (en inglés: Central London) es la parte más interna de la ciudad de Londres, Inglaterra. No hay una definición oficial de la zona, pero se entiende que las características incluyen un entorno intensamente construido, alto precio de la tierra, elevada población diurna y una concentración de organizaciones y recursos regional, nacional e internacionalmente significativos. A lo largo del tiempo, se han usado diversas definiciones para definir la amplitud del centro de Londres a efectos estadísticos, planeamiento urbanístico y gobierno local. 
Las distancias por carretera a Londres se miden tradicionalmente desde un punto central en Charing Cross, que está marcado por la estatua del rey Carlos I en la unión entre el Strand, Whitehall y Cockspur Street, justo al sur de Trafalgar Square.

## Características
La zona central se distingue, según la Comisión Real, por la inclusión dentro de sus límites del Parlamento y los palacios reales, la sede del gobierno, los tribunales de justicia, las oficinas principales de un amplio número de firmas comerciales e industriales, así como instituciones de gran influencia en la vida intelectual de la nación como el British Museum, la National Gallery, la Tate Gallery, la Universidad de Londres, las sedes centrales del ballet y la ópera nacionales, junto con la sede de diversas asociaciones nacionales, las grandes profesiones, los sindicatos, las asociaciones de comerciasntes, sociedades de servicio social, así como centros comerciales y centros de entretenimiento que atraen a gente de todo el Gran Londres y de más lejos.

En muchos otros aspectos la zona central es distinta a zonas que quedan más lejos en Londres. El valor fiscal de la zona central es excepcionalmente alto. Su población diurna es mucho mayor que la nocturna. Sus problemas de tráfico alcanzan una intensidad que no se encuentra en ningún otro lugar de la metrópolis o en otra ciudad de provincias, y los enormes desarrollos de oficinas que han tenido lugar rcientemente constituyen un fenómeno enteramente nuevo.— 24 de enero de 1963. Debates parlamentarios (Hansard) (Casa de los comunes) Eric Lubbock

## Definiciones

### Plan de Londres
El plan de Londres incluye una zona de actividades políticas centrales. Abarcaría la City de Londres, la mayor parte de Westminster y las partes interiores de Camden, Islington, Hackney, Tower Hamlets, Southwark, Lambeth y Kensington y Chelsea. Es descrito como "un racimo único de actividades vitalmente importantes incluyendo oficinas del gobierno central, sedes principales y embajadas, la mayor concentración del sector de servicios financieros y de negocios de Londres, cuerpos profesionales, instituciones, asociaciones, comunicaciones, editoriales, publicidad y medios de comunicación".
Para planeamiento estratégico, desde 2011 ha habido una subregión llamada "Central London" que comprende los municipios de Camden, Islington, Kensington y Chelsea, Lambeth, Southwark, Westminster y la City de Londres. Desde 2004 hasta 2008, el Plan de Londres incluyó una subregión llamada "Central London" que abarcaba Camden, Islington, Kensington y Chelsea, Lambeth, Southwark, Wandsworth y Westminster. Tenía en 2001 una población de 1,525.000. La subregión fue reemplazada en 2008 con una nueva estructura que amalgamaba barrios exteriores e interiores juntos. Esto fue alterado en 2011 cuando se creó una nueva subregión "Central London", incluyendo ahora la City de Londres y excluyendo Wandsworth.

### Censo
El censo de 1901 definió el Centro de Londres como la City de Londres y los municipios metropolitanos de Bermondsey, Bethnal Green, Finsbury, Holborn, Shoreditch, Southwark, Stepney, St Marylebone y Westminster.

### Propuestas 1959–1963 para un municipio del centro de Londres
Durante la Comisión Herbert y la posterior aprobación del Acta del Gobierno de Londres de 1963, se hicieron tres intentos para definir una zona que formaría un municipio londinense central. Las primeras dos se detallaron en el Memorando de Evidencia de 1959 del Grupo del Gran Londres de la London School of Economics. 
La 'Propuesta A' ideaba un municipio londinense central, uno de 25, formado por la City de Londres, Westminster, Holborn, Finsbury y las partes interiores de St Marylebone, St Pancras, Chelsea, Southwark y Lambeth. El límite se apartaba del existente para incluir a todas las estaciones centrales de ferrocarril, la Torre de Londres y los museos, de modo que incluiría pequeñas partes de Kensington, Shoreditch, Stepney y Bermondsey. Tenía una población que se calculaba en 350.000 personas y ocuparía una zona de 28 kilómetros cuadrados.
La 'Propuesta B' delineaba un Londres central como uno de siete municipios, incluyendo la mayor parte de la City de Londres, la totalidad de Finsbury y Holborn, la mayor parte de Westminster y Southwark, partes de St Pancras, St Marylebone, Paddington y una pequeña parte de Kensington. Se estimaba que tendría una población de 400.000 personas y ocuparía una superficie de 32 kilómetros cuadrados.
Durante la tramitación de la ley del Gobierno de Londres se propuso en una enmienda la creación de un municipio central correspondiente a la definición del censo de 1961. Estaría formada por la City de Londres, la totalidad de Westminster, Holborn y Finsbury; y las partes interiores de Shoreditch, Stepney, Bermondsey, Southwark, Lambeth, Chelsea, Kensington, Paddington, St Marylebone y St Pancras. La población se calculaba en 270.000.